# Samson Siasia
Samson Siasia (ur. 14 sierpnia 1967 w Lagos) – nigeryjski piłkarz grający na pozycji napastnika, a czasami ofensywnego pomocnika. Po zakończeniu kariery piłkarza został trenerem.

## Kariera klubowa
Siasia urodził się w byłej stolicy Nigerii, Lagos. W wieku 15 lat został piłkarzem tamtejszego Julius Berger FC i w 1982 rozpoczął grę w 2. lidze nigeryjskiej. W drużynie z Lagos grał do końca sezonu 1984 i sukcesy jakie z nią osiągnął to awans do ekstraklasy Nigerii. W roku 1985 został piłkarzem zespołu Flash Flamingoes, w którym grał przez 2 sezony. W 1987 grał przez rok w innym pierwszoligowym zespole El-Kanemi Warriors, a zimą 1988 w wieku 21 lat wyjechał do Europy.
Jego pierwszym klubem w Europie był belgijski KSC Lokeren. W pierwszym sezonie gry rozegrał 10 meczów i w ostatniej kolejce Lokeren utrzymało się w lidze, zajmując 16. lokatę. W sezonie 1988/1989 był już podstawowym zawodnikiem swojego klubu i Lokeren zajęło wyższe miejsce jak rok wcześniej – 14. Przez kolejne dwa lata Lokeren w składzie z Siasią pięło się w górę. I tak, na koniec sezonu 1989/1990 zajęło 11. miejsce, w 1990/1991 miejsce 9. W sezonie 1991/1992 Siasia ciągle był jednym z podstawowych zawodników zespołu i uważany był już za niekwestionowaną gwiazdę zespołu z Lokeren. Jego 6 goli pomogło w kolejnym utrzymaniu w lidze – Lokeren zajęło 14. miejsce. Sezon 1992/1993 był jak się później okazało ostatnim dla Samsona w barwach belgijskiego klubu. Strzelił 7 goli w 28 meczach, ale KSC spadło z ligi i Samson ze względu na brak sukcesów postanowił zmienić otoczenie.
Przeszedł do FC Nantes i od razu wywalczył miejsce w pierwszej jedenastce klubu. Rozegrał 27 meczów i 4 razy zdobył gola w rozgrywkach Ligue 1, a Nantes zajęło 5. miejsce w końcowej tabeli. W sezonie 1994/1995 nie grał już tak dobrze jak rok wcześniej i był tylko tłem da dobrze grającej drużyny. Zawodnicy tacy jak Reynald Pedros, Christian Karembeu, Patrice Loko, Nicolas Ouedec czy Claude Makélélé stanowili o sile tej drużyny i wywalczyli z „Kanarkami” tytuł mistrza kraju. Siasia miał w tym sukcesie znikomy udział, gdyż rozegrał tylko 13 meczów, z czego tylko 1 rozpoczął w pierwszej jedenastce. Siasia, nie widząc dla siebie miejsca w zespole, odszedł z klubu i trafił do słabego portugalskiego FC Tirsense. W drużynie tej zagrał tylko w 15 meczach i ani razu nie zdołał strzelić bramki, a klub ten opuścił ekstraklasę, zajmując ostatnią 18. pozycję.
W 1996 zakończył się europejski rozdział w karierze Samsona. Latem został graczem saudyjskiego klubu Al-Hilal. Zajął z tym klubem 3. miejsce w lidze w sezonie zasadniczym, a w fazie play-off dotarł z klubem z Rijadu do półfinału, ale tam klubowi koledzy odpadli po rzutach karnych (1-4) z Al-Ittihad Dżidda. Po roku spędzonym w Arabii Saudyjskiej Siasia wyjechał aż do Australii. Podpisując kontrakt z drużyną Perth Glory, stał się pierwszym Nigeryjczykiem w australijskiej lidze. Do zespołu dołączył w tym samym czasie jego rodak, Peter Anosike. W A-League zagrał w 22 meczach, zdobywając 3 gole, ale nie pomógł klubowi w awansie do fazy play-off i zespół z Perth zajął 8. lokatę. Końcowy okres kariery Siasi to pobyt w Izraelu i gra w tamtejszym zespole Hapoel Cafririm Holon. Pomimo dobrej gry Samsona, który odbudował swoją skuteczność, zdobywając 12 goli w 30 meczach, klub nie zdołał się utrzymać w Ligat ha’Al i spadł o klasę niżej. W Liga Leumit, odpowiedniku 2. ligi, rozegrał cały sezon 1999/2000 i pomógł klubowi w powrocie do ekstraklasy, ale pomimo tego sukcesu zdecydował się zakończyć swoją piłkarską karierę w wieku 33 lat.

## Kariera reprezentacyjna
W reprezentacji Nigerii Siasia zadebiutował 20 października 1984 roku w wygranym 3:0 meczu z Liberią, rozegranym w ramach kwalifikacji do MŚ 1986. Miał wówczas 17 lat. W 1985 roku wziął udział w Młodzieżowych Mistrzostwach Świata w kategorii U-20 w Rosji. Miał na nich miejsce w podstawowym składzie i pomógł młodym „Super Orłom” w zdobyciu brązowego medalu. Wystąpił też w meczu o 3. miejsce z gospodarzami, ZSRR i Nigeryjczycy wygrali ten mecz w serii rzutów karnych 3:1. W 1987 roku został pierwszym Nigeryjczykiem od 10 lat, który na szczeblu reprezentacyjnym uzyskał hat-tricka – było to w meczu kwalifikacji olimpijskich z Liberią. Sukcesem był awans na igrzyska olimpijskie w Seulu. Tam jednak Siasia ze swoimi rodakami nie wyszedł z grupy.
W 1992 roku został powołany do kadry na Puchar Narodów Afryki 1992 odbywające się w Senegalu. Już w pierwszym meczu turnieju z gospodarzami, reprezentacją Senegalu, wygranym 2:1, zdobył gola i zyskał duże zaufanie selekcjonera Clemensa Westerhofa. Do końca turnieju był podstawowym zawodnikiem reprezentacji i zdobył z nią brązowy medal tego turnieju.
W 1993 roku był członkiem drużyny walczącej o awans do finałów MŚ w USA. W meczu przeciwko reprezentacji Wybrzeża Kości Słoniowej, przegranym 1:2, zmarnował stuprocentową sytuację na wyrównanie i cała złość fanów oraz selekcjonera za porażkę spadła na Samsona. Stracił wówczas miejsce w ataku Nigerii na rzecz Daniela Amokachiego. W 1994 powrócił jednak do kadry i Westerhof zabrał go na Puchar Narodów Afryki 1994 rozgrywany w Tunezji. Tam zagrał w pomocy, gdyż miejsce w ataku zajęli Rashidi Yekini i Amokachi. W półfinale, w meczu z Wybrzeżem Kości Słoniowej nie wykorzystał rzutu karnego, ale zespół i tak awansował do finału, a tam Nigeryjczycy pokonali Tunezję 2:1 i zostali mistrzami Afryki.
Sukcesem Nigerii był także wywalczony awans na finały Mistrzostw Świata. Do 22-osobowej kadry powołany został także Siasia. Zagrał we wszystkich grupowych meczach swojej drużyny, a w spotkaniu z Argentyną, przegranym 1:2, zdobył jedną z najpiękniejszych bramek mistrzostw, gdy silnym strzałem pokonał Luisa Islasa. Nigeria odpadła w 1/8 finału, przegrywając po dogrywce 1:2 z Włochami. Siasia w tym meczu jednak nie grał.
W eliminacjach do kolejnego Mundialu, MŚ we Francji Siasia nie grał. Selekcjoner Bora Milutinović powołał go jednak na spotkanie towarzyskie przed mistrzostwami, z Jamajką. Padł wówczas remis 2:2, a Samson zdobył jednego z goli. Pomimo dobrego występu do kadry na mistrzostwa się nie załapał i zakończył wtedy reprezentacyjną karierę. W pierwszej reprezentacji Nigerii rozegrał łącznie 46 meczów i zdobył 13 goli.

## Kariera trenerska
Po zakończeniu kariery piłkarskiej Siasia został trenerem. Najpierw pracował w Stanach Zjednoczonych, gdzie szkolił młodzież w Atlancie. Potem objął kadrę Nigerii do lat 20 i wywalczył z nią awans do Młodzieżowych Mistrzostw Świata w 2005 roku w Holandii. Tam osiągnął duży sukces i młodzi podopieczni Siasi dotarli do finału, w którym przegrali z Argentyną 1:2. Po tych mistrzostwach został asystentem selekcjonera pierwszej reprezentacji, Augustine Eguavoena. Jesienią 2006 roku ubiegał się o stanowisko pierwszego trenera w Legii Warszawa. Siasia założył także Akademię Piłkarską w stolicy kraju, Abudży.

## Sukcesy

### Jako piłkarz
- Mistrzostwo Francji: 1995 z FC Nantes
- Brązowy medal Młodzieżowych Mistrzostw Świata U-20: 1985
- Udział w Igrzyskach Olimpijskich: 1988
- Mistrzostwo Afryki: 1994
- Brązowy Medal Pucharu Narodów Afryki: 1992
- Udział w Mistrzostwach Świata: 1994
- 46 meczów i 13 goli w reprezentacji Nigerii

### Jako trener
- Srebrny medal Młodzieżowych Mistrzostw Świata U-20: 2005 z reprezentacją Nigerii